# Bakau Hulu
Bakau Hulu is een bestuurslaag in het regentschap Aceh Selatan van de provincie Atjeh, Indonesië. Bakau Hulu telt 1049 inwoners (volkstelling 2010).